# Sistema della Texas A&M University
Il sistema della Texas A&M University è uno dei più grandi sistemi di istruzione superiore negli Stati Uniti d'America. Comprende 11 università e con tale sistema si dedica all'educazione di più di 100.000 studenti.

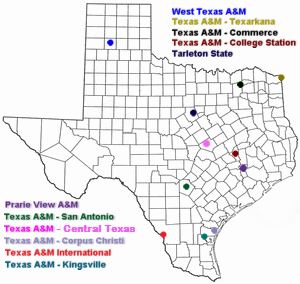
Mappa delle università coinvolte

## Storia
Venne fondata nel 1948, grazie al lavoro di Gibb Gilchrist il sistema si diffuse rapidamente. 
Chiamato inizialmente Texas A&M College System, nel 1968 cambiò la denominazione.

## Università
Le università coinvolte sono:
- East Texas A&M University (1889)
- Prairie View A&M University, a Prairie View (1876)
- Tarleton State University (1899)
- Texas A&M International University (1970)
- Texas A&M University (1876)
- Texas A&M University - Central Texas (2009)
- Texas A&M University - Corpus Christi (1947)
- Texas A&M University - Kingsville (1925)
- Texas A&M University - San Antonio (2009)
- Texas A&M University - Texarkana (1971)
- West Texas A&M University, a Canyon (1910)